# Adacnarca crenella
Adacnarca crenella is een tweekleppigensoort uit de familie van de Philobryidae. De wetenschappelijke naam van de soort is voor het eerst geldig gepubliceerd in 1877 door Vélain.